# Quận Concordia, Louisiana
Concordia là một quận thuộc bang Louisiana, Hoa Kỳ. Theo thống kê năm 2010, dân số quận này là 18989 người, mật độ 11 người/km².

## Dân số
Biến động dân số qua các từ 1900-2010: